# Virginia Slims of Chicago 1983
Il Virginia Slims of Chicago 1983 è stato un torneo di tennis giocato sul sintetico indoor. È stata la 12ª edizione del torneo, che fa parte del Virginia Slims World Championship Series 1983. Si è giocato a Chicago, Illinois negli USA dal 14 al 20 febbraio 1983.

## Campionesse

### Singolare
Martina Navrátilová ha battuto in finale  Andrea Jaeger con il punteggio di 6–3, 6–2

### Doppio
Martina Navrátilová /  Pam Shriver hanno battuto in finale  Kathy Jordan /  Anne Smith con il punteggio di 6–1, 6–2